# 烏日庄

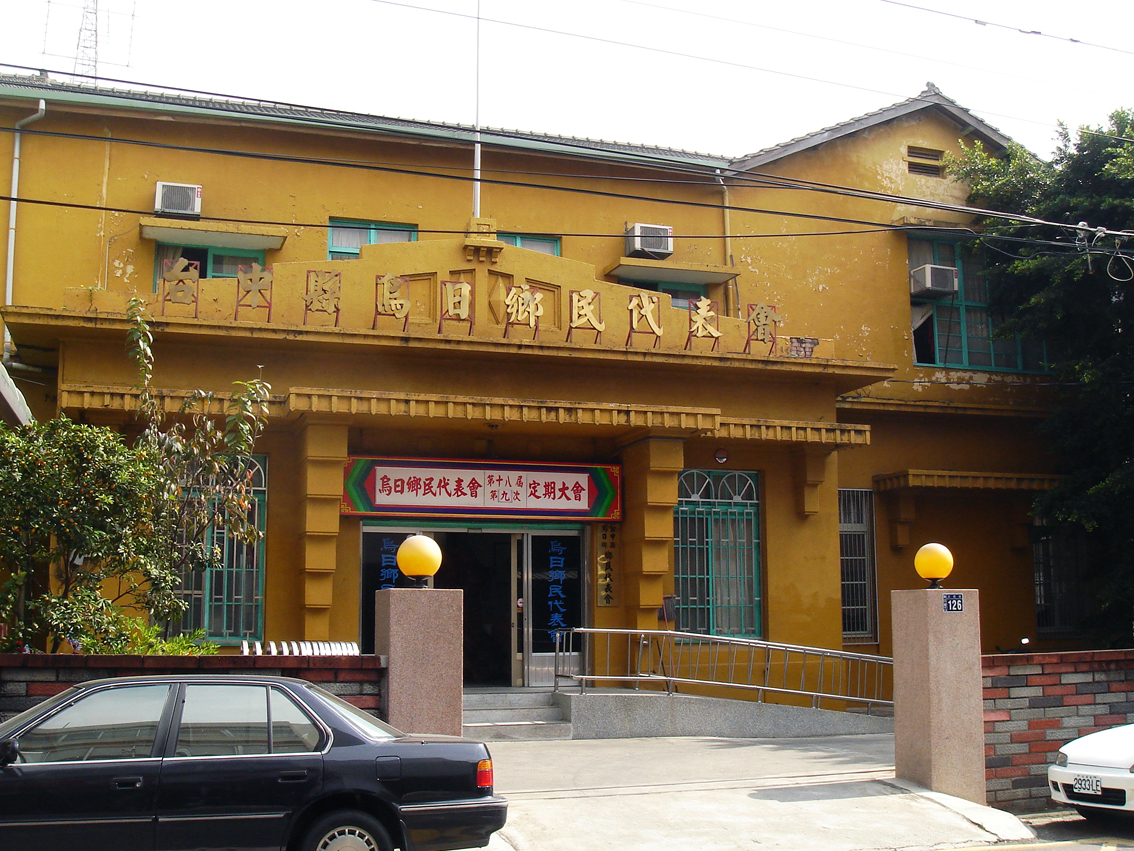
烏日庄役場

烏日庄 ，為1920年~1945年間存在之行政區，轄屬台中州大屯郡。今台中市烏日區。

## 街原名
原屬
- 大肚下堡之烏日、朥（月胥）庄
- 藍興堡之九張犂、五張犂庄、阿密哩庄、頭前厝庄、蘆竹湳庄
- 猫羅堡之溪心垻、喀哩庄、同安厝庄
- 捒東下堡之學田

## 行政區劃
烏日庄轄域內分為烏日、朥（月胥）、九張犁、五張犁、阿密哩、頭前厝、蘆竹湳、溪心垻、喀哩、同安厝、學田十一個大字。
朥（月胥）大字下有「頂朥（月胥）」、「下朥（月胥）」小字地名

## 設施
官署
- 烏日庄役場（歷史建築）
- 烏日郵便局
- 烏日警察官吏派出所（歷史建築）
- 五張犁警察官吏派出所

學校
- 烏日公學校
- 喀哩公學校

交通
- 烏日車站
- 學田車站
- 遊園地前車站
- 王田車站

會社
- 烏日信用利用購買組合
- 大日本製糖株式會社烏日製糖所（原為東洋製糖）
- 日本石油會社烏日油槽所
- 國際運通株式會社烏日出張所
- 吳德記米穀商行
- 萬鎰精米工場

宗教
- 烏日神社（烏日製糖所內）

其他
- 台中競馬場
- 大肚山高爾夫球場（台灣第二座高爾夫球場）
- 中部台灣高爾夫俱樂部（現今成功嶺。九洞，在二次大戰末期廢除）
- 臺中州產業組合青年道場